# 梁国雄
梁 国雄（りょう こくゆう、広東語:レオン・クオックホン 英語: Leung Kwok-hung、1956年3月27日 - ）は、香港の社会主義政治家。別名「長毛（Longhair）」 。長らく社会民主連線所属の立法会議員であったが、雨傘運動後の抗議として議場で傘を掲げたため議員資格を失った。

## 経歴
1956年、現在の広東省広州市増城区で生誕。父親は酒びたりであったため離婚し、幼少期に香港に渡る。生活のために母は家政婦として働き、本人は香港の親戚に預けられた。
子供の頃から社会が不平等を感じており、マルクスやトロツキーの書物の愛好家であり、社会主義思想をもっていた。母親は香港政府支持の労働者組織、香港工会連合会の会員であり、本人もよく一緒に集会に参加をした。中学正の頃は毛沢東時事の学生運動に参加、中学卒業後はバーテンダー、建設労働者、九龍バスの洗車と職を転々とした。
1975年には革命マルクス主義者同盟に参加し、「雄ちゃん」という愛称で呼ばれる。所属組織は、「中国共産党の政治はマルクス主義の理想から逸脱している」と反発し、1979年に「四五行動」の3周年記念の中国民主化を支持し、過激な行動をとったことで逮捕された。1カ月の服役後、同盟会の幹部は「革命家が刑務所に入るのは学校に行くようなもの。今日、雄ちゃんは幼稚園を卒業した」と語ったという。
2017年6月28日、香港自決派と金紫荊広場に座り込み、一部メンバーがで民主活動家の劉暁波を応援する横断幕を掲げ、警察に拘留された。
2020年9月の立法会選挙に向けて民主派が7月に計画した非公式な予備選挙をめぐって国家治安維持法違反容疑に問われ、2024年5月に香港高等法院より共謀罪で有罪判決を受けた。同年11月19日、禁錮6年9カ月となる量刑が言い渡された。

## 他の人物像
雨傘運動には積極的に参加し、香港のゲバラとの異名を持つ。また、雨傘革命後の議員資格取り消し後は日本のメディアのインタビューに対し「美麗島事件の時の台湾と似ています」「日本にも批判の声を上げてほしい」「林鄭月娥は中国政府の傀儡」などと語った。その一方、保釣行動委員会のメンバーであり2012年香港活動家尖閣諸島上陸事件の支援者でもある。